# 誊抄体

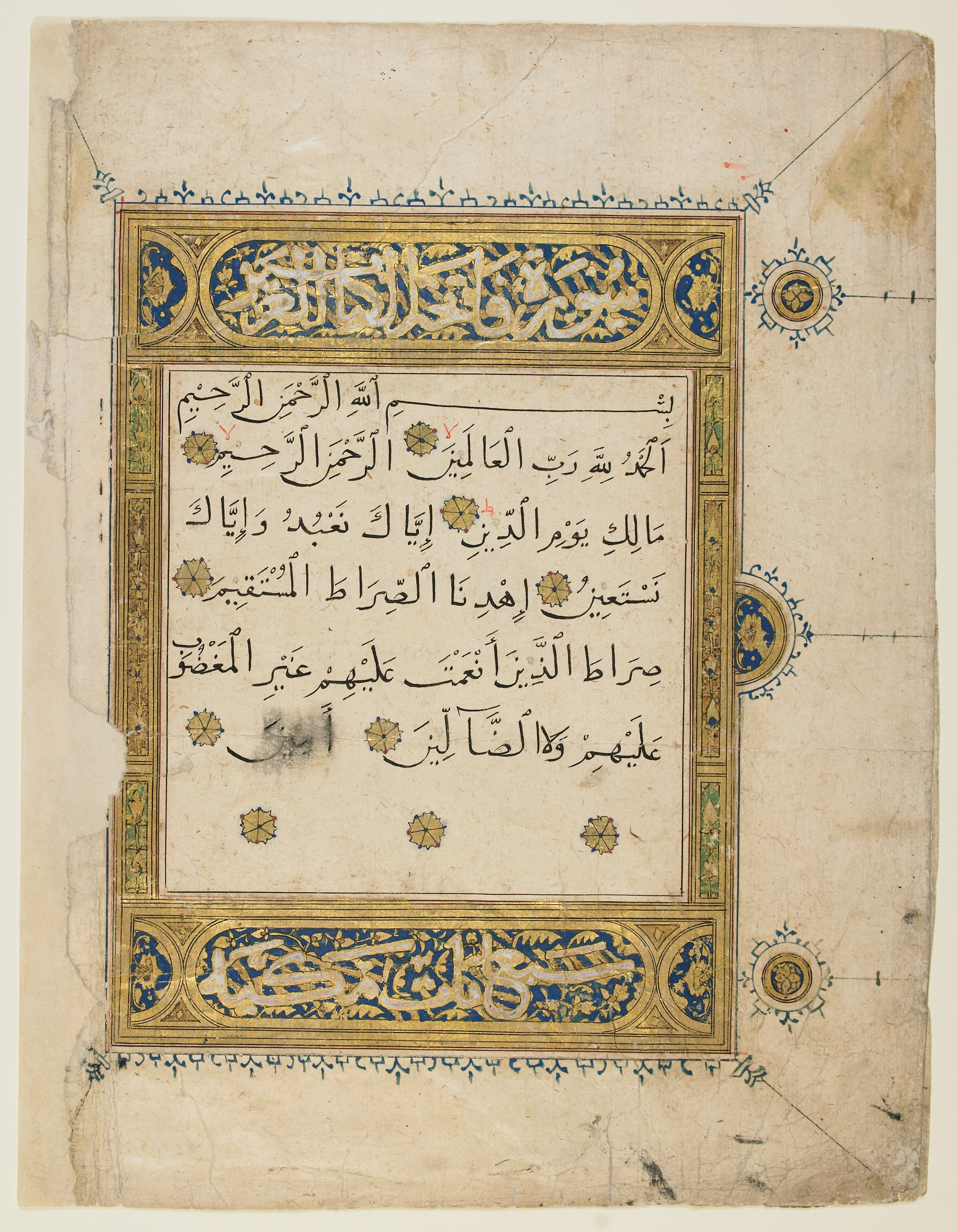
誊抄体撰写的《古兰经·开端章》

誊抄体或盘曲体（阿拉伯语：‎），音译为纳斯赫体，是一种伊斯兰书法的字体。相比早期的库法体，誊抄体在横竖转接处没有笔锋，因此书写较为顺畅，多用来誊抄文字故而得名，也因此之后取代了库法体的地位。目前为使用最为广泛的阿拉伯文字体。

## 特点
誊抄体的笔法多曲线，较为柔美而灵动自然。字母两端几乎均匀分布在中轴线上下，转角处饱满，从而使得字体清晰。学习伊斯兰书法，需先学好誊抄体才可进阶修行。因书写方便，除用于抄写伊斯兰教经典中的《古兰经》、圣训等之外，也多抄写诗歌等。誊抄体在伊斯兰书法中的地位，相当于中文书法中的小楷。

## 历史

誊抄体撰写的太斯米

誊抄体由叙利亚人创造，具体诞生时间不明。据说最早使用誊抄体抄写《古兰经》的是书法家伊本·穆格莱，他是阿拔斯王朝的大臣。他最先将圆角和曲线引入了原始棱角分明的库法体，而哈里发砍断了他的右手，他仍用左手写出美妙的字体:168。
誊抄体起初只是流行于民间，在清真寺等正式场合比较少见。但由于其独特的柔美特征则吸引着广大的穆斯林。倭马亚王朝时期开始发展，公元10世纪时，书法家伊本·阿里·巴瓦布对字体作出了改良，使字体更为优雅。与此同时，因《古兰经》被广泛传抄，这种民间的字体也得以大肆传播。随着早期库法体的发展趋于花纹化，誊抄体也开始被正统所逐渐接受。直至11世纪，誊抄体则彻底取代了库法体的专用经文字体地位，并占据阿拉伯文书法主流直至今日:164。15世纪时，书法家赛·哈姆杜拉则再次对字体作出了改良。